# 二ホウ化アルミニウム
二ホウ化アルミニウム（Aluminium diboride、AlB2）は、アルミニウムとホウ素からなる無機化合物である。2種あるアルミニウムのホウ化物のうちの一つで、もう1種の方は十二ホウ化アルミニウムである。通常、ホウ化アルミニウムといえば十二ホウ化アルミニウムの方を指す。

## 結晶構造
ホウ素原子はグラファイトのような層を形成し、その間にアルミニウムがインターカレートした構造をしており、これは二ホウ化マグネシウムによく似ている。二ホウ化アルミニウムの単結晶は、六角形平面と平行な軸に沿って金属のような伝導性が見られる。